# Список керівників держав 145 року
В даній статті представлені керівники державних утворень. Також фрагментарно зазначені керівники нижчих рівнів. З огляду на неможливість точнішого датування певні роки владарювання наведені приблизно.
Список керівників держав 145 року — це перелік правителів країн світу 145 року.
Список керівників держав 144 року — 145 рік — Список керівників держав 146 року — Список керівників держав за роками

## Європа
- Боспорська держава — цар Реметалк I (132-154)
- Ірландія — верховний король Конн Сто Битв (123-157)
- Римська імперія
  - імператор Антонін Пій (138-161)
    - консул Адріан (145)
    - консул Марк Аврелій (145)
      - Ахая — Квінт Ліциній Модестін (144-145)
      - Римська Британія — Гней Папірій Еліан (145-146)
      - Нарбонська Галлія — Луцій Новій Кріспін Марціаліс Сатурнін (144-145)
      - Нижня Германія — Гай Юлій Север (142-150)
      - Дакія — Публій Орфідій Сенеціон (144-147/148)
      - Нижня Мезія — Луцій Мініцій Натал Квадроній Вер (141/142-144/145)
      - Нижня Паннонія — Марк Понтій Леліан Ларцій Сабін (141-144/145); Квінт Фуфіцій Корнут (144/145-147)
      - Фракія — Гай Фабій Агріппін (143-146)

## Азія
- Близький Схід
  - Велика Вірменія — цар Вагарш I Сохемос (144-161)
- Іберійське царство — цар Фарасман III (135-185)
- Індія
  - Західні Кшатрапи — Рудрадаман I (130-150)
  - Кушанська імперія — великий імператор Канішка I (127-147)
  - Царство Сатаваханів — магараджа Вашиштіпутра Пулумайї (136-158/164)
- Китай
  - Династія Хань — імператор Лю Бін (144-145); Лю Цзуань (145-146)
    - шаньюй південних хунну Хуланьжоші Чжуцзю (143-147)
- Корея
  - Когурьо — тхеван (король) Тхеджохо (53-146)
  - Пекче — король Керу (128-166)
  - Сілла — ісагим (король) Ільсон (134-154)
  - Осроена — Ма'ну VIII (139-163)
- Персія
  - Парфія — шах Вологез II (105-147)
- Сипау (Онг Паун) — Сау Кам К'яу (127-207?)
- плем'я Хунну — шаньюй Доулоучу (143-147)
- Японія — тенно (імператор) Сейму (131-191)
  - Азія — Тіберій Клавдій Квартін (145-146)
  - Аравія Петрейська — Секст Кокцій Северіан (145)
  - Кілікія — Авл Клавдій Харакс (144/145-146/147)
  - Лікія і Памфілія — Квінт Воконій Сакса Фід (143/144-146)

## Африка
- Царство Куш — цар Адекеталі (137-146)
  - Єгипет — Луцій Валерій Прокул (144-147)